# Штайнбах, Петре
Петре Штайнбах (рум. Petre Steinbach; 1 января 1906 — 1996) — румынский футболист и футбольный тренер немецкого происхождения.

## Биография
Воспитанник клуба «КАМ Тимишоара», где и начинал свою карьеру. В 1928 году в составе брашовского клуба «Колця» выиграл чемпионат Румынии, через год перешёл в бухарестский клуб «Униря Триколор», за который выступал 10 лет. Вице-чемпион Румынии сезона 1933/1934. В сезоне 1937/1938 клуб вылетел из Дивизиона А, а через год Штайнбах ушёл в бухарестскую «Олимпию», где закончил карьеру. В дивизионе А он сыграл всего 90 матчей. За сборную Румынии провёл 18 игр, дебютировав 12 октября 1930 года в игре против Болгарии. Участник чемпионата мира 1930 года (не провёл ни одной встречи).
В конце своей карьеры Штайнбах работал тренером, руководил клубом «Униря Триколор». В конце Второй мировой войны попал в плен в СССР, откуда вернулся осенью 1946 года и возглавил команду «Кармен» из Бухареста. В начале сезона 1947/1948 возглавил клуб ИТА и выиграл с ним чемпионат страны, а также Кубок Румынии. По окончании сезона 6 июня 1948 года вывел сборную на матч против Венгрии, однако команда разгромно проиграла 0:9 (крупнейшее поражение в истории Румынии). С лета 1948 года руководил клубом ЧФР из Бухареста (ныне «Рапид»), дважды становился вице-чемпионом страны с командой. Позже тренировал клубы «Фарул» (Констанца), «Армата» (Тыргу-Муреш) и «Чахлэул» (Пьятра-Нямц), а также молодёжную сборную.
В 1960 году Штейнбах был арестован после одного из молодёжных турниров в Вене и отправлен в румынскую тюрьму. В 1975 году уехал в Германию, где и прожил оставшиеся годы.

## Достижения

### Игрок
- Чемпион Румынии: 1927/1928
- Вице-чемпион Румынии: 1933/1934
- Чемпион Второй Лиги Румынии: 1938/1939
- Финалист Кубка Румынии: 1935/1936
- Победитель Балканского кубка: 1929/1931 (в составе сборной)

### Тренер
- Чемпион Румынии: 1947/1948
- Вице-чемпион Румынии: 1948/1949, 1950
- Победитель Кубка Румынии: 1947/1948